# المغسيلة (أسلم)

تعديل مصدري - تعديل

المغسيلة هي إحدى قرى عزلة أسلم الوسط بمديرية أسلم التابعة لمحافظة حجة، بلغ تعداد سكانها 201 نسمة حسب تعداد اليمن لعام 2004.